# Carl De Crée
Carl De Crée (/'karəl də 'krei/; kanji: 佳缕 出駆霊, katakana: カール・デクレー) (Elsene, 19 juni 1957) is een internationaal bekende jūdōka en Belgische hoogleraar. Zijn academische expertise situeert zich binnen de reproductieve endocrinologie, de inspanningsfysiologie, de sportgeneeskunde, en de seksuologie. Hij is tevens Sino-Japanoloog, een academisch terrein dat aansluit bij zijn activiteit als jūdōka.

## Biografie

### Jeugd en opleiding
Carl De Crée werd geboren te Elsene, een van de 19 deelgemeenten van Brussel, en groeide op te Mechelen. Hij volgde humaniora aan het Scheppersinstituut van de Broeders van Onze-Lieve-Vrouw van Barmhartigheid te Mechelen, waar hij mede door zijn sociale omstandigheden en een aangeboren zin voor verwondering gesensibiliseerd werd voor het humanisme van Erasmus.
Zijn academische opleiding is complex omwille van verschillende parallelle trajecten met opvallende verscheidenheid. Over een periode van 12 jaar combineerde hij als voltijds universiteitsstudent de studies geneeskunde, biomedische wetenschappen, sportgeneeskunde, bewegingswetenschappen, seksuologie, en Japanse en Chinese taalkunde, geschiedenis en cultuur. Twintig jaar later voegde hij daar nog een vijfde masters (Teaching en Coaching Jūdō) aan toe en ondernam een bijkomend doctoraat (Japanologie). Hij schreef in totaal 7 masters- en doctoraatsverhandelingen, en spreekt vloeiend 7 talen waaronder het Chinees en het Japans.

### De hoogleraar
In 1992, na zijn studies, werd hij rechtstreeks aangesteld als universitair hoofddocent (vakgebied reproductieve endocrinologie en sportgeneeskunde), in 1995 verkreeg hij tenure, en in 2001 werd hij de eerste Belgische gewoon hoogleraar (met permanente titel) van Afro-Caraïbische etniciteit. Hij doceerde aan verschillende universiteiten en onderzoeksinstellingen in Europa, de Verenigde Staten en Azië. Hij publiceerde meer dan 150 wetenschappelijke artikels en zijn prospectieve studies over catecholoestrogenen en fysieke inspanning vormen nog steeds een referentie in de etiologie van menstruele onregelmatigheden bij vrouwelijke atleten.
Tot 1992 was hij tevens sportarts binnen de Vlaamse Antidopingscommissie op aanstelling van Minister Hugo Weckx, en stichtend lid en voorzitter van de Medische Commissies van de Vlaamse Sportfederatie (VSF), Vlaamse Vechtsport Associatie (VVA), en Belgische Jūjutsu Federatie (BJJF). Gedurende verschillende jaren leidde hij het universiteitslaboratorium voor inspanningsfysiologie in Washington. In die functie begeleidde hij verschillende topatleten in hun voorbereiding van belangrijke wedstrijden inclusief wereldkampioenschappen en Olympische Spelen, in het bijzonder in de atletiek, tennis, en het jūdō. In 1996 besteedde het internationaal gerenommeerd medisch tijdschrift The Lancet een editoriaal aan zijn baanbrekende sportmedisch onderzoek bij jūdōka. Momenteel is hij als onderzoeker Japanologie ook nog steeds verbonden aan de Universiteit Gent.

### Judo
Op 16-jarige leeftijd behaalde hij de zwarte gordel judo. Zijn voornaamste leraar in die tijd was Felix De Smedt (1923-2012), stichter van de Jūdō en Jūjutsu Academie Bushidō-Kwai Mechelen. Verder jūdō-technisch geïnspireerd door Marcel Clause, 8ste dan (1927-2004), volgde hij ook talrijke vervolmakingsstages bij Hirano Tokio, 8ste dan (1922-1993). Als Belgisch voormalig internationaal wedstrijd-jūdōka won hij gedurende de jaren 1970 en 1980 verschillende medailles in nationale en internationale kampioenschappen. Onder bondscoach Valère Steegmans verwierf hij de -78kg positie in de Belgische nationale ploeg, een positie die hij deelde met wijlen Marc Vallot. Opeenvolgende elleboogkwetsuren en meervoudige academische studies dwongen hem voor een aantal belangrijke wedstrijden tot verstek. Ondertussen woedde de concurrentie reeds in alle hevigheid binnen de getalenteerde nieuwe generatie -78 kg vechters, met vooral Eddy Van de Cauter en Johan Laats.
Na zijn studies resideerde hij gedurende verschillende jaren in Japan. In Ōsaka studeerde hij het Tenjin Shin’yō-ryū jūjutsu van de Inoue Keitarō-lijn bij Tobari Kazu. Aan de Prefecturale Politieacademie van Kyōto werd hij leerling van newaza-expert Kurimura Yōji, 8ste dan, en aan de Seikijuku in Tōkyō trainde hij onder Okano Isao. Na twee sportseizoenen wedstrijden in Zuid-Korea en Japan beëindigde hij definitief zijn actieve competitieve carrière, twee jaar nadat hij het wedstrijd-jūdō in België reeds vaarwel had gezegd.
Zijn expertise in inspanningsfysiologie en sportgeneeskunde, hem doorgegeven door zijn mentor Michel Ostyn, kwam hem ten goede bij de praktijk van het coachen en optimaliseren van sportprestatie, die hem werd bijgebracht door de vermaarde Leuvense atletiektrainer Edmond ’Mon’ Vanden Eynde. Hij behaalde daarnaast een lange lijst aan sportkaderkwalificaties in jūdō en jūjutsu. Hij is Trainer A zowel in jūdō als in jūjutsu (Vlaamse Trainer School, 1986, 1991), Master Jūdō Teacher – Class A (Staatsuniversiteit van San Jose, 2005), International Jūdō Coach (USA Judo, 2009), Master in Teaching and Coaching Jūdō (Universiteit Rome, 2012), en is de enige High-Performance Coach van Niveau 6 (Europese Judo Unie, 2012) in de Benelux).
Hij heeft een bijzondere expertise op het vlak van jūdō-kata, waarin hij zich in de periode 1978-1992 vervolmaakte bij Marcel Clause, en tussen 2005-2008 te San Francisco bij Fukuda Keiko, 9de dan (1913-2013), de laatste overlevende persoonlijke leerling(e) van Kanō Jigorō. Twee academische proefschriften gewijd aan de complexe Itsutsu-no-kata en Koshiki-no-kata. bevestigden zijn reputatie op het gebied van jūdō-kata. Tijdens zijn stages introduceerde hij regelmatig de deelnemers tot zeldzame kata, zoals o.m. Gō-no-kata en Katame-waza ura-no-kata.
Carl De Crée is houder van een zwarte gordel 8ste dan in jūdō, een 6de dan in (modern) jūjutsu en een zwarte band in Kyokushinkai karate.
 Momenteel leidt hij als hoofdtrainer de Koninklijke Judo- en Karate-Academie Bushido-Kwai gevestigd te Mechelen, de in mei 1946 gestichte oudste jūdō-club van België. Sinds 1996 is hij tevens internationaal scheidsrechter.
In 2018 werd hij Eerste Laureaat van de Trofee voor Sportverdienste van de Stad Mechelen. Hij ontving deze trofee voor zijn decennia lange toewijding aan de sport, in het bijzonder de jūdō-sport, en voor zijn ongemeen brede rol als voormalig internationaal wedstrijdjūdōka, trainer, topcoach, scheidsrechter, sportwetenschapper, Japanoloog, en hoogleraar inspanningsfysiologie en sportgeneeskunde.

### Luchtvaart
In Californië volgde hij een vliegopleiding tot piloot Later werd hij door voormalig T-38- en B-52-instructeur Raymond L. Beverly van de United States Air Force getraind in aerobatics en kwalificeerde hij zich als Instructeur Luchtvaarttheorie en Blindvliegen. Hij is tevens gecertifieerd voor het besturen van taildraggers, high-performance vliegtuigen, en high-altitude vluchten, activiteiten die aansloten op zijn wetenschappelijk onderzoek naar hoogtetraining voor atleten.

### Tijdschriftartikels
- De Crée, Carl (1998). Safety guidelines for exercise during pregnancy. Lancet 351 (9119): 1889-1890. PMID 9652699. DOI: 10.1016/S0140-6736(05)78843-7. Geraadpleegd op 18 July 2012.
- De Crée, Carl (2011). Catecholamine responses to acute and chronic exercise according to menstrual status. Medicine and Science in Sports and Exercise 43 (6): 1132. PMID 21577083. DOI: 10.1249/MSS.0b013e318214f936.  Gearchiveerd van origineel op 5 december 2013. Geraadpleegd op 5 augustus 201718 October 2011.
- De Crée, Carl (1990). The possible role of endogenous opioid peptides and catecholestrogens in provoking menstrual irregularities in women athletes. International Journal of Sports Medicine 11 (5): 329-348. PMID 2175732. DOI: 10.1055/s-2007-1024816.  Gearchiveerd van origineel op 5 juni 2018. Geraadpleegd op 13 april 2019.
- De Crée, Carl (1998). Sex steroid metabolism and menstrual irregularities in the exercising female — A review. Sports Medicine 25 (6): 369-406. PMID 9680659. DOI: 10.2165/00007256-199825060-00003.
- De Crée, Carl, Edmonds David A (2012). A technical-pedagogical reflection on the conceptual and biomechanical properties of Kōdōkan jūdō’s ‘ko-uchi-gari’ [minor inner reaping throw]. Comprehensive Psychology 1 (1): 1-13. DOI: 10.2466/05.25.CP.1.1. Geraadpleegd op 18 juli 2012.
- De Crée, Carl, et al. (2009). Kōdōkan jūdō’s elusive tenth kata: The Gō-no-kata — Forms of Proper Use of Force (Parts 1-3). Archives of Budo 5 (1): OF55-95. Geraadpleegd op 18 juli 2012.
- De Crée, Carl, et al. (2011). Kōdōkan jūdō’s inauspicious ninth kata: The Joshi goshinhō — “Self-defense methods for females” (Parts 1-3). Archives of Budo 7 (3): OF105-158. Geraadpleegd op 18 juli 2012.

### Media
- (fr) Stage Formation des Formateurs – (CREPS PACA), Boulouris. Fédération Française de Judo et Disciplines Associées (FFJDA) (2016).
- (fr) De Crée, Carl, Les kata en jūdō – (CREPS PACA), Boulouris. Fédération Française de Judo et Disciplines Associées (FFJDA) (2016). Gearchiveerd op 5 augustus 2017. Geraadpleegd op 5 augustus 2017.
- (fr) Pratique et mise en évidence des principes du gō-no-kata – (CREPS PACA), Boulouris. Fédération Française de Judo et Disciplines Associées (FFJDA) (2016). Gearchiveerd op 5 augustus 2017. Geraadpleegd op 5 augustus 2017.
- (fr) De Crée, Carl, Le gokyō Kōdōkan – Histoire et pédagogie – Colloque des Hauts-Gradés, La Londe Les Maures. Fédération Française de Judo et Disciplines Associées (FFJDA) (2016). Gearchiveerd op 5 augustus 2017. Geraadpleegd op 5 augustus 2017.